# Jedd P. Ladd
Jedd P. Ladd (* 28. September 1828 in North Hero, Vermont; † 27. Dezember 1894 in Alburgh, Vermont) war ein US-amerikanischer Anwalt und Politiker, der von 1876 bis 1878 State Auditor von Vermont war.

## Leben
Jedediah Perkins Ladd wurde in North Hero, Vermont als Sohn von Abner Ladd (1800–1867) und Susan Kimball Whitney Ladd (1806–1891) geboren. Sein Name wird gewöhnlich zu Jedd P. Ladd oder Jed P. Ladd abgekürzt.
Ladd wuchs in North Hero auf, dort studierte er Rechtswissenschaften und erhielt im Jahr 1858 seine Zulassung als Anwalt. Er übte verschiedene öffentliche Ämter aus, so war er als Friedensrichter, Stadtschreiber, Superintendent of Schools und District Attorney für das Grand Isle County, für das Nachlassgericht und als Sheriff tätig.
Im Jahr 1863 zog Ladd nach Alburgh, Vermont. Während des Sezessionskriegs war er zuständig für die Rekrutierung im Grand Isle County. Er diente auch selbst im Militär, zuerst als Captain und Führer einer Kompanie, die die Grenze zu Kanada nach dem St.-Albans-Vorfall patrouillierte, später als Colonel und Kommandeur des 1st Vermont Regiments.
Als Mitglied der Republikanischen Partei war Ladd von 1868 bis 1869 Mitglied des Senats von Vermont und von 1874 bis 1876 Mitglied des Repräsentantenhauses von Vermont.
Von 1876 bis 1878 war er State Auditor von Vermont.
Ladd war mit Mary Hazen Ladd (1829–1906) verheiratet, das Paar hatte einen Sohn, der jedoch im Säuglingsalter starb. Ladd starb in Alburgh am 27. Dezember 1894. Sein Grab befindet sich auf dem North Heros Hyde Cemetery.